# یورگ گویدو هولسمان
جورگ گویدو هولسمن (Jörg Guido Hülsmann) (زادهٔ ۱۸ می ۱۹۶۶)، اقتصاددان متولد-آلمان و طرفدار مکتب اقتصادی اتریش است که به مطالعه مسائل مرتبط با پول، بانکداری، سیاست پولی، اقتصاد کلان و بازارهای مالی می‌پردازد. هولسمن استاد اقتصاد در مدرسه حقوق، اقتصاد و مدیریت دانشگاه انگرز است.
او عضو فرهنگستان علوم و هنر اروپا، عضو مکاتبه‌ای آکادمی اسقفی برای زندگی و عضو ارشد مؤسسه میزس است. او همچنین معاون انجمن مالکیت و آزادی بین‌المللی، عضوت هیئت مدیره Association des économistes catholiques در فرانسه، عضو هیئت علمی Hayek-Gesellschaft در آلمان، عضو هیئت علمی مؤسسه فلسفه اقتصادی و اجتماعی اتریش و عضو هیئت علمی آکادمی بین‌المللی فلسفه در لیختن‌اشتاین است.
هولسمن تاجدار نخستین دریافت کننده جایزه بین‌المللی فرانز کوهل (Franz Čuhel Prize) برای برتری در آموزش اقتصادی، است. مورخین مکتب اتریشی مانند ایوجین-ماریا شولاک و هربرت اوترکوفلر او را یکی از برجسته‌ترین اقتصاددان‌های مکتب اتریشی در اروپا و نزدیک به هانس هرمان هپه و هسوس اوئرتا د سوتو می‌دانند. در میان جامعه وسیع‌تر اقتصاد دگراندیشانه که برای کثرت‌گرایی در اقتصاد تلاش می‌ورزند، او یکی از متخصصین پیشتاز و سخنور شناخته شده در سطح جهان محسوب می‌گردد. تمامی رسانه‌ها در سراسر اروپا، مصاحبه‌های با او انجام داده‌اند.

## زندگی
هولسمن در شهری به مدرسه رفت که «بیشترین تعداد رأی‌دهنده کمونیست در سراسر آلمان غربی را داشت» و او در سن ۱۵ سالگی سخنرانی عمومی را آغاز کرد. پس از اتمام خدمت نظامی اجباری، او به تحصیلات خود ادامه داده و از ۱۹۸۶ تا ۱۹۹۲ میلادی به آموزش در رشته مهندسی صنایع (Wirtschaftsingenieurwesen) در دانشگاه فنی برلین پرداخت. در سال تحصیلی ۱۹۹۱–۹۲ میلادی، او در یک برنامه تبادل دانشجویان با مدرسه کسب‌وکار تولوز در فرانسه، شرکت کرد. در آنجا او رساله‌ای نوشته و مکتب تنظیم نئو-مارکسیستی را با مکتب اوردو-لیبرال فرایبورگ مقایسه نمود. او همچنین به مطالعه نوشته‌های مکتب اتریشی آغاز کرد. پس از سپری کردن یک سال در تولوز، او برای آموزش دوره دکترا تحت نظر هانس-هرمان لیچنر به برلین بازگشت و مدرک دکترای خود را در ۱۹۹۶ میلادی در رشته اقتصاد کسب کرد. در ژانویه ۱۹۹۷، لو راکول به هولسمن وظیفه سپرد تا زندگی‌نامه میزس را بنویسد، پروژه‌ای که او در نهایت در ۲۰۰۷ میلادی به اتمام رساند. در ۲۰۰۴ میلادی، او به عنوان استاد تمام در دانشگاه انگرز گماشته شد.

## تألیفات آکادمیک
هولسمن نویسنده هفت کتاب است، شش کتاب دیگر را به‌طور انفرادی یا مشترک ویرایش نموده و تعداد زیادی مقاله علمی و جزوه منتشر کرده‌است. نوشته‌های او به بیست زبان ترجمه شده‌اند.
کتاب ۲۰۰۸ او تحت عنوان اخلاقیات تولید پول به زبان‌های آلمانی، فرانسوی، ایتالیایی، رومانیایی، لهستانی و چینی ترجمه شده‌اند. کتاب ۲۰۰۷ هولسمن تحت عنوان میزس – آخرین شوالیه لیبرالیسم به زبان‌های روسی و چینی برگردان شده‌اند. هر دو کتاب نقدهای علمی بی‌شماری کسب کرده و توانسته‌اند در فهرست کتاب‌های توصیه‌شده بارونز قرار گیرند.
«آخرین شوالیه لیبرالیسم» تنها زندگی‌نامه به حد کمال رسیده از لودویگ فن میزس بوده و پربازدیدترین اثر هولسمن است. این کتاب تنها از جانب بروس کالویل یک نقد شدید دریافت کرد، اما سایر نقدهای علمی دریافت شده به‌طور چشم‌گیری مثبت بودند. مورخ اقتصادی رابرت هیگز با بیان «یک دستاورد علمی شکوهمند» از این اثر تحسین کرد. روزنامه ملی آلمان، فرانکفورتر آلگماینه زایتونگ، طی یک نقد بسیار طویل این کتاب را «یک رویداد ادبی» پنداشته و عنوان نمود که این کتاب «معیارهای» را در حوزه نوشتن زندگی‌نامه تعیین خواهد کرد. در سپتامبر ۲۰۱۶، دانشگاه رینمین چین، برای یک روز کامل کنفرانسی را پیرامون نسخه چینی این کتاب برگزار کرد.
او همچنین به عنوان اقتصاددانی که بحران مالی ۲۰۰۱ را به‌طور دقیق پیش‌بینی نمود؛ به عنوان منتقد ثابت قدم بانکداری ذخیره کسری؛ به عنوان منتقد نظریه بهره ترجیح زمانی؛ برای «تجدید نظر» خود در نظریه سرمایه مکتب اتریشی، بازکردن نگرش‌های جدید در مورد مناقشه قدیمی سرمایه کمبریج؛ و به عنوان یکی از طرفداران این نظریه که قوانین اقتصادی قوانین شرطی خلاف واقع قیاسی هستند نه مقررات تجربی، شناخته می‌شود.

## تدریس
هولسمن مسئولیت هدایت یک برنامه کارشناسی ارشد در رشته حقوق و مالی (آموزش به زبان انگلیسی) و همچنین به‌طور مشترک مسئولیت هدایت یک برنامه آموزشی دو-رشته‌ای لیسانس را در حقوق و اقتصاد (آموزش به زبان فرانسوی) در دانشگاه انگرز بر عهده دارد.
او همچنین به‌طور مکرر به عنوان استاد مهمان در کالج گروو سیتی حضور داشته و در دانشگاه الکساندرو ایون کوزا در یاش (رومانیا)، دانشگاه لویلا نیواورلئان، در مؤسسه CEVRO در پراگ (جمهوری چک)، در دانشگاه کینگ خوان کارلوس در مادرید (اسپانیا)، در دانشگاه مدیریت و اقتصاد ISM در ویلنیوس (لیتوانی) و در بسیاری از مؤسسات علمی دیگر تدریس نموده‌است.

## خبرنگاری
هولسمن برای رسانه‌های مختلف در سراسر اروپا، به عنوان مثال برای نشریه‌های چون سکویزر مونات (Schweizer Monat)، لا تریبیون (La Tribune)، دی تسایت (Die Zeit)، دیر استاندارد (Der Standard) و برای نشریه‌های تجارتی چون ویرتشافتسوچی (Wirtschaftswoche)، مقاله نوشته‌است. او برای چندین سال، به‌طور ماهانه یک ستون در روزنامه لیبترین آلمانی، eigentümlich frei، می‌نوشت.

## ترجمه‌ها
هولسمن کتاب‌های ذیل را به‌طور انفرادی یا مشترک به زبان آلمانی ترجمه نموده‌است: کتاب اخلاقیات آزادی و کتاب دولت با پول ما چه کرده‌است؟ اثرهای مورای راتبارد، کتاب Die Partei der Freiheit اثر رالف رایکو، کتاب بیروکراسی اثر لودویگ فن میزس و کتاب De la production de la sécurité اثر گستاو دی مولیناری.